# Закон Додда — Френка
Закон про реформування Уолл-стріт і захист споживачів Додда — Френка (англ. The Dodd - Frank Act) — законодавчий акт США, прийнятий 21 липня 2010 року в цілях зниження ризиків американської фінансової системи. Вважається найбільш масштабною зміною в фінансовому регулюванні США з часів Великої депресії. Закон суттєво змінив діяльність федеральних органів влади, що регулюють порядок надання фінансових послуг, а також створив додатковий орган фінансового регулювання — Раду з нагляду за фінансовою стабільністю (Financial Stability Oversight Council, FSOC).